# Isohydnocera curtipennis
Isohydnocera curtipennis är en skalbaggsart som först beskrevs av Newman.  Isohydnocera curtipennis ingår i släktet Isohydnocera och familjen brokbaggar. Inga underarter finns listade i Catalogue of Life.